# Banatbjergene
Banatbjergene (rumænsk: Munții Banatului; ungarsk: Bánsági-hegyvidék) er en række bjergkæder i Rumænien, der betragtes som en del af bjergkæden de Vestrumænske Karpater (Carpații Occidentali Românești).
Banat-bjergene består af:
- Banatbjergene (Munții Banatului) i sig selv, som omfatter:
  - Semenicbjergene (Munții Semenic;
  - Locvabjergene (Munții Locvei);
  - Aninabjergene (Munții Aninei);
  - og Dogneceabjergene (Munții Dognecei).
- Almăjbjergene (Munții Almăjului) .
- Timiș-Cernakløften (Culoarul Timiș-Cerna), herunder Almăj-sænkningen (Depresiunea Almăj), som adskiller Banat-bjergene fra de Transsylvanske Alper (De sydlige karpater)
- Caraș-bakkerne (Dealurile Carașului).